# 曾我廼家五郎八
曾我廼家 五郎八（そがのや ごろはち、本名：西岡幸一、1902年〈明治35年〉2月25日 - 1998年〈平成10年〉1月20日）は松竹新喜劇で活躍した喜劇役者。大阪市福島区出身。
とぼけたキャラクターを演じ、味のある脇役として一世を風靡した。娘は西岡慶子（女優）。タレントの弟子に吉本新喜劇の井上竜夫、菊池大助（元吉本新喜劇団員）がいる。

## 経歴
父親は香川県女木島の出身で電気技師。父親の転勤で3歳から神戸市で、小学校の2年間は台湾高雄市で育つ。中学からは再び神戸に戻るが、父親が亡くなったため生活が困窮、1919年関西学院中等部を中退した。子供の頃から野球に熱中、1920年に大蔵省土木局野球部から新国劇野球部へ引き抜かれたが、力不足により1921年に三島健之助を名乗り舞台俳優に道を変え初舞台。その後1929年に同志座を結成。
1939年、曾我廼家五郎一座に入り曾我廼家五郎八を襲名する。1948年の松竹新喜劇旗揚げに参加し、主力芸人として発展に力を注いだ。1966年、松竹新喜劇を退団してフリーになり舞台、テレビドラマ、映画と幅広く活躍した。
1980年に、著書『ごくどう一代』（ロッキー）を刊行。
娘の西岡慶子によると趣味はゴルフ、バイク、自動車運転などで凝り性であった。

## 出演作品

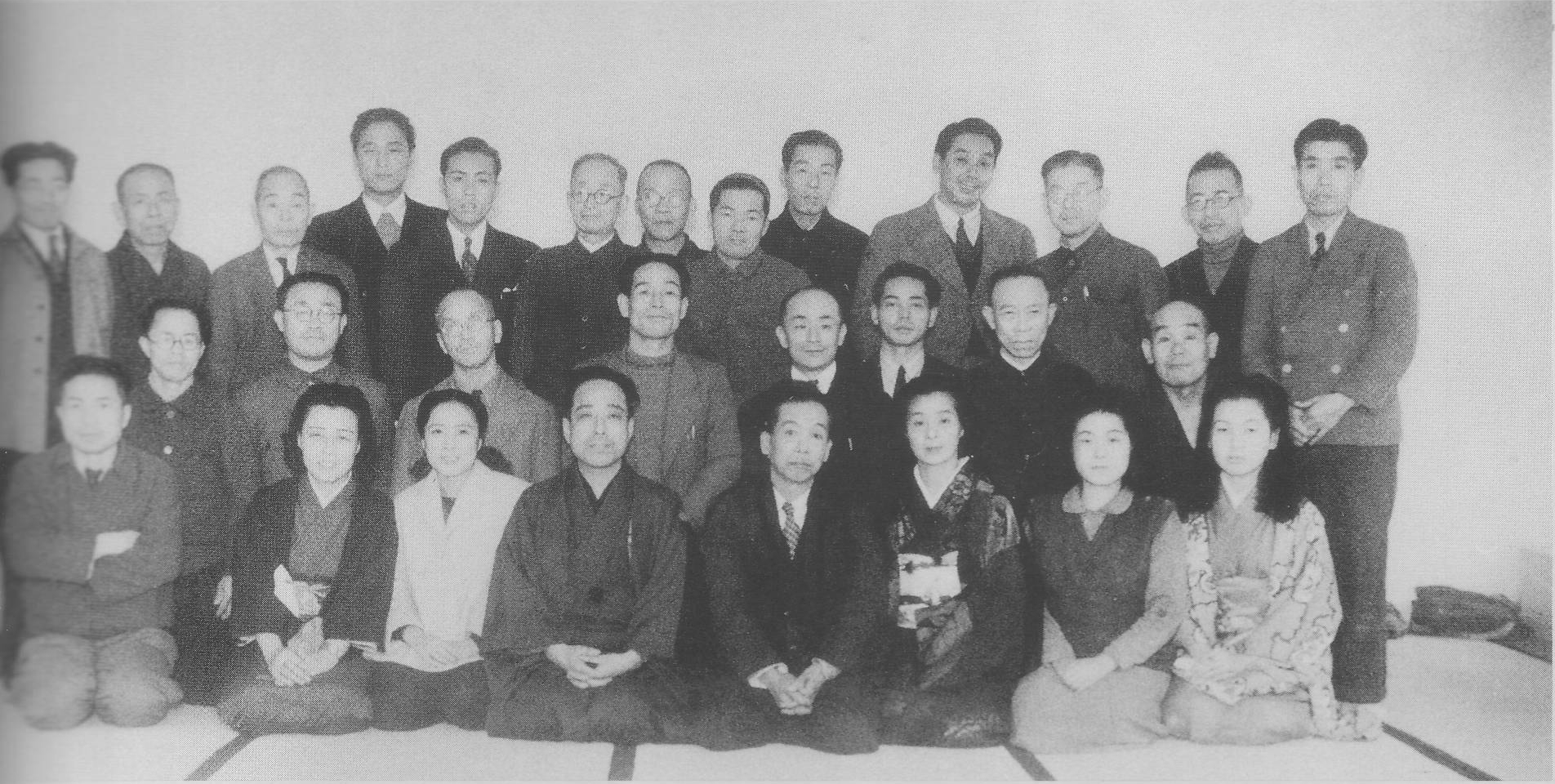
結成当時の松竹新喜劇メンバー。中列左から4人目が五郎八

### 映画
- 伴淳・アチャコのおやじ教育（1959年）
- 団地親分（1962年）
- 悪名波止場　（1963年）
- 鉄砲犬（1965年）
- ゴー!ゴー!若大将（1967年）
- 西のペテン師 東のサギ師（1971年）

### テレビドラマ
- 三匹の侍 第4シリーズ 第11話「小仏峠まかり通る」（1966年、CX） - 宿の亭主 役
- 流れ雲（1968年、NHK）- 俊次郎 役
- 売らいでか!（1969年、よみうりテレビ） - 石上三之助 役
- おさな妻　38話 「駈け落ち作戦」（1970年、東京12チャンネル）
- ザ・ガードマン第265話「離婚孤児争奪戦」（1970年、TBS） - 海苔舗・長寿屋の常務 役 ※娘の西岡慶子と親子役で共演
- 大岡越前 第2部（1971年、TBS）23話「鬼の目にも涙」 - 長右衛門 役
- 鬼平犯科帳(松本白鸚版)第2シリーズ 第3話「兇賊」（1971年、テレビ朝日） - 芋酒屋のおやじ九平 役
- 鬼平犯科帳(丹波哲郎版) 第18話「蛙の長助」（1975年、テレビ朝日）- 蛙の長助 役
- 小夜子の駅（1976年11月13日、NHK） - 花田広之進 役
- 夫婦善哉（1977年、テレビ朝日）

### CM
- フマキラー567（ゴロチ）（フマキラー）千昌夫と共演。
- 金鳥マット（大日本除虫菊、1986年） - 掛布雅之出演シリーズに、坊屋三郎、加藤嘉らと共に出演。

## 関係人物
- 曾我廼家十郎
- 曾我廼家五九郎
- 曾我廼家十吾
- 曾我廼家五郎
- 曾我廼家蝶五郎（桂春月という落語家出身）
- 曾我廼家明蝶
- 桂小米喬（落語家。喜劇役者として「曾我廼家満月」の名で喜劇に出演したとされる。）
- 大門亭歌蝶
- 大門亭東蝶（桂東團治という俄、落語家出身）
- 渋谷天外
- 藤山寛美
- 東五九童
- 藤本義一　小説家。曾我廼家五郎八の人生を描いた『浪花阿呆譚 五六八・一、二、三』（徳間書店 1974年。のちに『これが男』と改題〈徳間文庫〉1984年）を上梓。